# Boston Society of Film Critics Awards 2013
La 34ª edizione dei Boston Society of Film Critics Awards si è svolta l'8 dicembre 2013.

## Premi

### Miglior film
- 12 anni schiavo (12 Years a Slave), regia di Steve McQueen
  - 2º classificato: The Wolf of Wall Street, regia di Martin Scorsese

### Miglior attore
- Chiwetel Ejiofor - 12 anni schiavo (12 Years a Slave)
  - 2º classificato: Leonardo DiCaprio - The Wolf of Wall Street

### Migliore attrice
- Cate Blanchett - Blue Jasmine
  - 2º classificato: Judi Dench - Philomena

### Miglior attore non protagonista
- James Gandolfini - Non dico altro (Enough Said) (postumo)
  - 2º classificato: Barkhad Abdi - Captain Phillips - Attacco in mare aperto (Captain Phillips) e Jared Leto - Dallas Buyers Club (ex aequo)

### Migliore attrice non protagonista
- June Squibb - Nebraska
  - 2º classificato: Lupita Nyong'o - 12 anni schiavo (12 Years a Slave)

### Miglior regista
- Steve McQueen - 12 anni schiavo (12 Years a Slave)
  - 2º classificato: Martin Scorsese - The Wolf of Wall Street

### Migliore sceneggiatura
- Nicole Holofcener - Non dico altro (Enough Said)
  - 2º classificato: Terence Winter - The Wolf of Wall Street

### Miglior fotografia
- Emmanuel Lubezki - Gravity
  - 2º classificato: Philippe Le Sourd - The Grandmaster

### Miglior montaggio
- Daniel P. Hanley e Mike Hill - Rush
  - 2º classificato: Thelma Schoonmaker - The Wolf of Wall Street

### Migliori musiche
- A proposito di Davis (Inside Llewyn Davis)
  - 2º classificato: Nebraska

### Miglior documentario
- L'atto di uccidere (The Act of Killing), regia di Joshua Oppenheimer
  - 2º classificato: Blackfish, regia di Gabriela Cowperthwaite

### Miglior film in lingua straniera
- La grande bellezza, regia di Paolo Sorrentino  ·  Italia
  - 2º classificato: La vita di Adele (La Vie d'Adèle), regia di Abdellatif Kechiche  ·  Francia

### Miglior film d'animazione
- Si alza il vento (風立ちぬ), regia di Hayao Miyazaki
  - 2º classificato: Frozen - Il regno di ghiaccio (Frozen), regia di Chris Buck e Jennifer Lee

### Miglior regista esordiente
- Ryan Coogler - Prossima fermata Fruitvale Station (Fruitvale Station)
  - 2º classificato: Joshua Oppenheimer - L'atto di uccidere (The Act of Killing)

### Miglior cast
- Nebraska
  - 2º classificato: The Wolf of Wall Street